# بوب ساجيت
روبرت لين ساجيت (بالإنجليزية: Bob Saget)‏ (17 مايو 1956 - 9 يناير 2022)؛ ممثل وستاند أب كوميدي، ومخرجاً، ومقدمًا تلفزيونيًا. عُرف ساجيت بأداءه لشخصية داني تانر في مسلسل فول هاوس، وهو المضيف الأصلي لبرنامج «أكثر المقاطع المنزلية إضحاكا في أمريكا» (بالإنجليزية: America's Funniest Home Videos)‏(1997–1989)، وكان يُؤدي صوت الراوي «تيد موزبي» في المسلسل الكزميدي كيف التقيت بأمكما (2005–2014). كما كان معروفًا بكوميدياته الموجهة للبالغين، وقد تم ترشيح ألبومه لعام 2014 "هذا ما أتكلم عنه" لجائزة غرامي كأفضل ألبوم كوميدي.

## النشأة
وُلد روبرت لين ساجيت في عائلة يهودية تسكن في فيلادلفيا من ولاية بنسلفانيا، في 17 مايو 1956، وهو ابن مديرة المستشفى روزالين ورجل الأعمال في شبكة السوبر ماركت بنيامين ساجيت. انتقلت عائلته في وقت مبكر من حياته إلى نورفولك في ولاية فرجينيا، حيث التحق لفترة قصيرة بمدرسة ليك تايلور الثانوية. وكان يذكر لاحقًا إن حس الفكاهة لديه تطور عندما كان طالبًا متمردًا في الكنيس المحافظ معبد إسرائيل في نورفولك. وبسبب نقص العائلة في نورفولك، عاد إلى فيلادلفيا من أجل احتفال البار متسفا الخاص به. انتقلت العائلة فيما بعد من نورفولك إلى حي إنسينو في لوس أنجلوس، كاليفورنيا، حيث التقى ساجيت بلاري فاين من مجموعة "ذا ثري ستوجز" واستمع إليه وهو يحكي القصص. ثم عادت العائلة إلى منطقة فيلادلفيا قبل عامه الدراسي الأخير، وتخرج من مدرسة أبينغتون الثانوية. كان ساجيت يعتزم في الأصل أن يصبح طبيبًا، لكن معلمة اللغة الإنجليزية المتميزة رأت إمكانياته الإبداعية، وحثته على متابعة مسيرة التمثيل.
درس ساجيت في مدرسة التمثيل بجامعة تيمبل، وهناك أعدّ فيلم "من خلال عيني آدم"، وهو فيلم بالأبيض والأسود عن صبي خضع لعملية جراحية لإعادة بناء وجهه؛ وقد حصل على جائزة تقديرية في جوائز الأكاديمية الطلابية. أثناء دراسته في الجامعة، كان يسافر بالقطار إلى مدينة نيويورك، ويؤدي العروض المضحكة في نوادي الكوميديا، مثل: "ذا إمبروف" و"كاش أرايزنج ستار"؛ وكانت عروضه تتضمن فقرة يلعب فيها أغنية البيتلز "بينما تعزف غيتاري بهدوء"، مستخدمًا زجاجة ماء لجعل غيتاره يبدو وكأنه يذرف الدّموع فعلاً. تخرج من جامعة تيمبل بشهادة بكاليوس في عام 1978، وكان ينوي الالتحاق بدورات دراسات عليا في جامعة جنوب كاليفورنيا، لكنه ترك التعليم بعد أيام قليلة فقط. ووصف نفسه في ذلك الوقت بأنه "شاب مغرور، ذو وزن زائد يبلغ من العمر 22 عامًا" وأنّهُ "خضع لعملية إزالة الزائدة الدودية المتعفنة، وكاد يموت، وتجاوز شعوره بالغرور أو الوزن الزائد". وقد أتى على ذكر الزائده الدودية المنفجرة في برنامج "أي وقت مع بوب كوشيل"، كاشفًا أنها حدثت في الرابع من يوليو في مركز UCLA الطبي، وأن الجراحين وضعوا الثلج على المنطقة لمدة سبع ساعات قبل أن يزيلوا زائدته الدودية، ويكتشفوا أنها أصبحت متعفنة.

## وفاته
وجد موظفو فندق ريتز كارلتون أورلاندو في فلوريدا بوب ساجيت ميتًا في غرفته عند الساعة الرابعة مساءً في 9 يناير 2022، عن عمر ناهز 65 عامًا، ليستدعوا على الفور فرقة طوارئ طبية نقلته من مكان الحادث. لم تظهر أي دلائل تشير إلى موتهِ جراء دواء أو مشروب، وقالت الشرطة بأنها لم تكتشف أي أثر لتعاطيه المخدرات. كان ساجيت في الليلة السابقة لوفاته في خضم جولة احتياطية على شاطئ بونتي فيدا في فلوريدا. توفى بوب ساجيت في 9 يناير 2022

## وصلات خارجية
- بوب ساجيت على موقع IMDb (الإنجليزية)
- بوب ساجيت على موقع روتن توميتوز (الإنجليزية)
- بوب ساجيت على موقع ألو سيني (الفرنسية)
- بوب ساجيت على موقع ميوزك برينز (الإنجليزية)
- بوب ساجيت على موقع تيرنر كلاسيك موفيز (الإنجليزية)
- بوب ساجيت على موقع أول موفي (الإنجليزية)
- بوب ساجيت على موقع قاعدة بيانات برودواي على الإنترنت (الإنجليزية)
- بوب ساجيت على موقع قاعدة بيانات الأفلام السويدية (السويدية)
- بوب ساجيت على موقع إن إن دي بي (الإنجليزية)
- بوب ساجيت على موقع أول ميوزيك (الإنجليزية)